# 中野正大
中野 正大（なかの まさたか、1943年 - ）は、日本の社会学者。専門は社会調査。シカゴ学派の研究で知られる。京都工芸繊維大学名誉教授。元奈良大学社会学部学部長。修士（文学）、修士（社会学）。

## 略歴
京都大学大学院文学研究科博士後期課程単位取得退学。京都工芸繊維大学工芸学部教授。同大学附属図書館長。社会調査士資格認定機構理事。専門社会調査士。元奈良大学社会学部教授、同学部長。

## 著書

### 単著
- 『現代社会におけるシカゴ学派社会学の応用可能性』 2006.3
- 『シカゴ学派の総合的研究』 2001.3
- 『静岡県の地域イメージ』 静岡新聞社 1995.9

### 共編著
- 『社会調査の考え方 : 論点と方法』 Tim May 著 ; 中野正大 監訳 世界思想社 2005.5
- 『シカゴ学派の社会学』 中野正大, 宝月誠 編 世界思想社 2003.11[2]
- 『シカゴ社会学の研究 : 初期モノグラフを読む』 宝月誠, 中野正大 編 恒星社厚生閣 1997.11[3]
- 『社会調査』宝月誠, 中道実, 田中滋, 中野正大 著 有斐閣 1989.12
- 『地域生活の社会学』 松本通晴 編 世界思想社 1983.11

### 翻訳
- 『マートンの社会学』 Charles Crothers 著 ; 中野正大, 金子雅彦 訳 世界思想社 1993.8
- 『社会調査を学ぶ人のために』 Peter H. Mann 著 ; 中野正大 訳 世界思想社 1982.4

### 論文
- CiNii 中野,正大
- google scholar 中野正大 社会学

## 栄典
- 2021年：瑞宝中綬章[4]